# Лютцингхаузен (Гуммерсбах)
Лютцингхаузен (нем. Lützinghausen) — отдельное поселение города Гуммерсбах (район Обербергиш, административный округ Кёльн, земля Северный Рейн-Вестфалия, Германия) .

## География

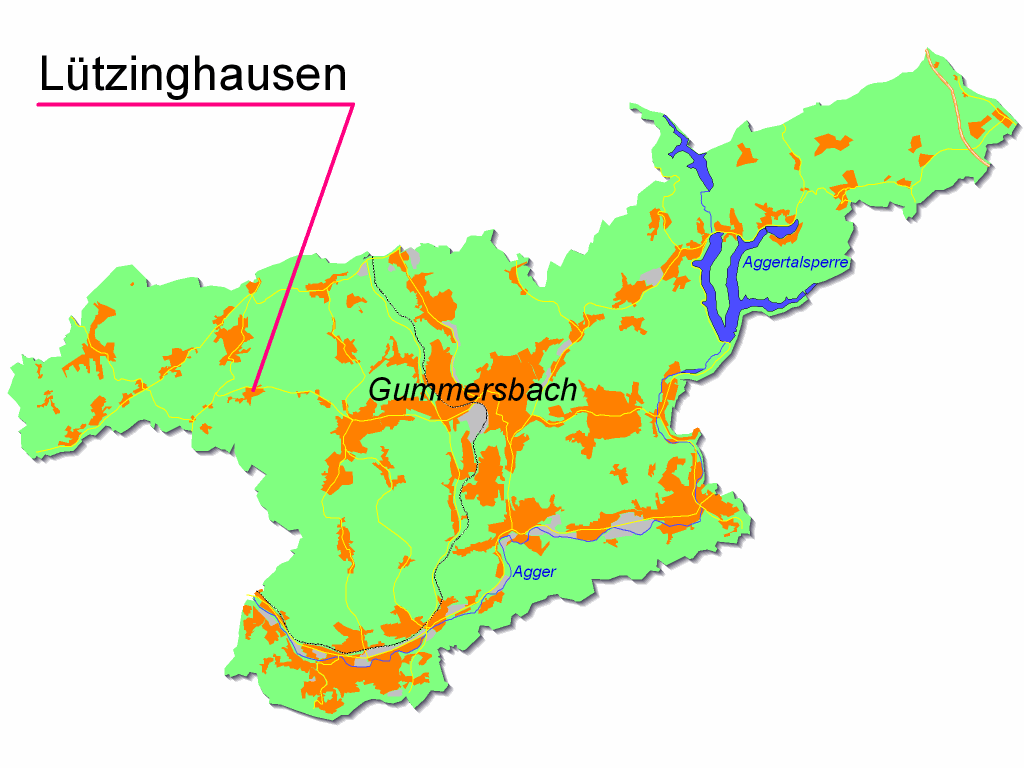
Положение Лютцингхаузена на карте Гуммерсбаха

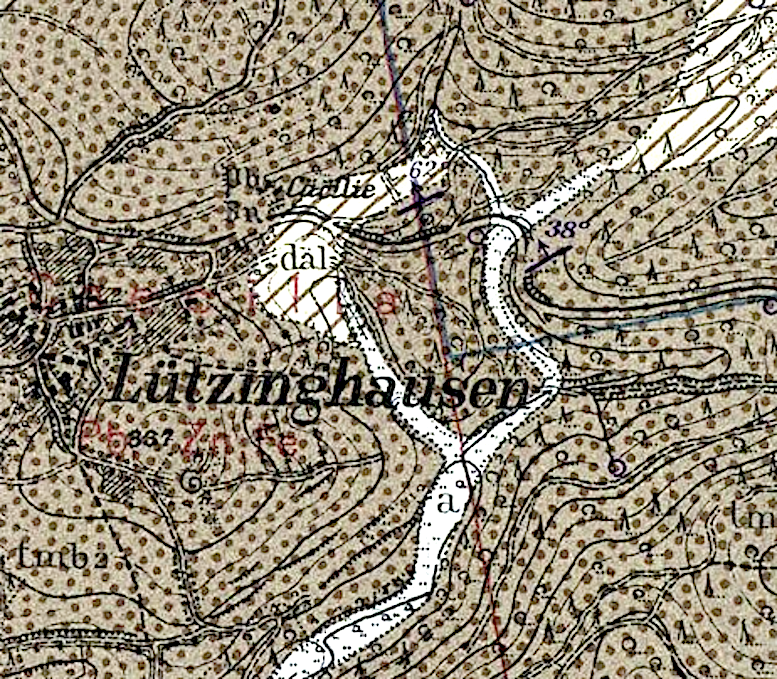
Лютцингхаузен на геологической карте

### Положение
Лютцингхаузен расположен на западной окраине города Гуммерсбаха, на границе с территорией города Энгельскирхен. Соседние поселения — Бирнбаум, 
Родт и Хюльзенбуш, отстоящие от Лютцингхаузена примерно в километре. Поселение расположено примерно в 7 км от центра города.

### Рельеф, геология и тектоника
Поселение расположено в седловине верхней части водотока Ламбахзифен (нем. Lambachsiefen) — притока водотока Ламбах, впадающего в Лопер Бах (приток Аггера). С юго-запада над поселением возвышается куполовидная гора Штаймель. Такого же типа горы окружают поселение с юга (Лопшайд 362 м., Циммерберг 348 м,) и с севера (Гуммерсхард 439 м). В самом поседении его основная часть отделяется от южной холмом с отметкой 337 м. С северной стороны Лютцингхаузен ограничен водораздельным плато, по которому проходи земельная автодорога L323, по которой осуществляется связь поселения с внешним миром.
В геологическом отношении поселение Лютцингхаузен расположено на склонах долины, сложенных песчаниками Унненберг Бранденбургского яруса нижней части среднего девона. Они представлены сланцевой фацией: полосами песчаника с прослоями грауваккового сланца. Небольшие осадочные толщи аллювиальных четвертичных отложений  исследованы по долинкам ручьёв, дренирующих южные склоны поселения.

#### Рудное поле у Лютцингхаузена
Из полезных ископаемых этот район отмечен проявлениями рудных: свинца, цинка, железа и меди. Выявленная свинцово-цинковая жила проходит через поселение с востока на запад. Она получила название "Объединённая Цецилия" в честь римской мученицы Цецилии. Жила была вскрыта в 1808 году туннелем и шахтой к северу от дороги Лютцинхаузен-Штромбах; ниже туннеля использовались два уровня штреков, каждый на расстоянии 20 м друг от друга.
Пласты вмещающих пород под небольшим углом падают частью на север, частью на юг. Жильная масса состоит из вмещающих пород и кварцевых жил, в которых в виде обломков и скоплений присутствуют галенит и сфалерит, в подчиненном количестве - халькопирит; соотношение галенита и сфалерита примерно 1:2 или 1:3. В основании жила имеет бедную наполненность рудой мощностью от 0,1 до 1,3 м, поверх которой были выявлены богатые руды.
По данным профсоюза Вильдберга, между 1872 и 1875 годами в среднем 40 человек выдали на гора около 150 тонн галенита и 600 тонн сфалерита. В свинцовых рудах в среднем содержалось 11—12 г серебра на 100 кг; сфалериты содержали 45% цинка.
Шахта была закрыта в 1875 году предположительно из-за падения цен на руду.
В тектоническом отношении территория поселения расположена в зоне Бергского надвига, расположенного в мульде Линдлара.

## История
Лютцингхаузен впервые упоминается в документе 1287 года, когда граф Иоганн II фон Сайн передал поселение под юрисдикцию графа Эберхарда I фон дер Марк. В более позднем документе графа Адольфа II фон дер Марк, датированным 1335 годом, Лютцингхаузен все еще упоминается как собственность графства.
В XVI веке усадьба Лютцингхаузен принадлежала рыцарской семье фон Мёлленбек (Мюлленбах), которая являлась в то время также фогтом Нойштадта. В результате брака рыцарское кресло перешло к очень богатой семье фон Омфал из графства Берг. В 1763 году время Лютцингхаузена как сельского поместья закончилось - собственность перешла в руки богатой буржуазии.
Поселение Лютцингхаузен относилось к имперскому правлению Гимборн-Нойштадт до 1806 года. В 1806-1813 годах вошло в состав Великого герцогства Бергского, затем (1813-1815 гг.) временной администрации Генерал-губернаторства Берг  и затем по решению Венского конгресса 1815 г. вошло в состав Королевства Пруссия. При прусской администрации поселение сначала входило в район Гимборн (1816-1825 гг.), а затем в район Гуммерсбах Рейнской провинции.

## Население
В 1781 г. в Лютцингхаузене проживало 85 жителей, в 1831 г. - 130, а в 1910 г. - 100 жителей. В 2013 году поселение насчитывало 128 жителей.

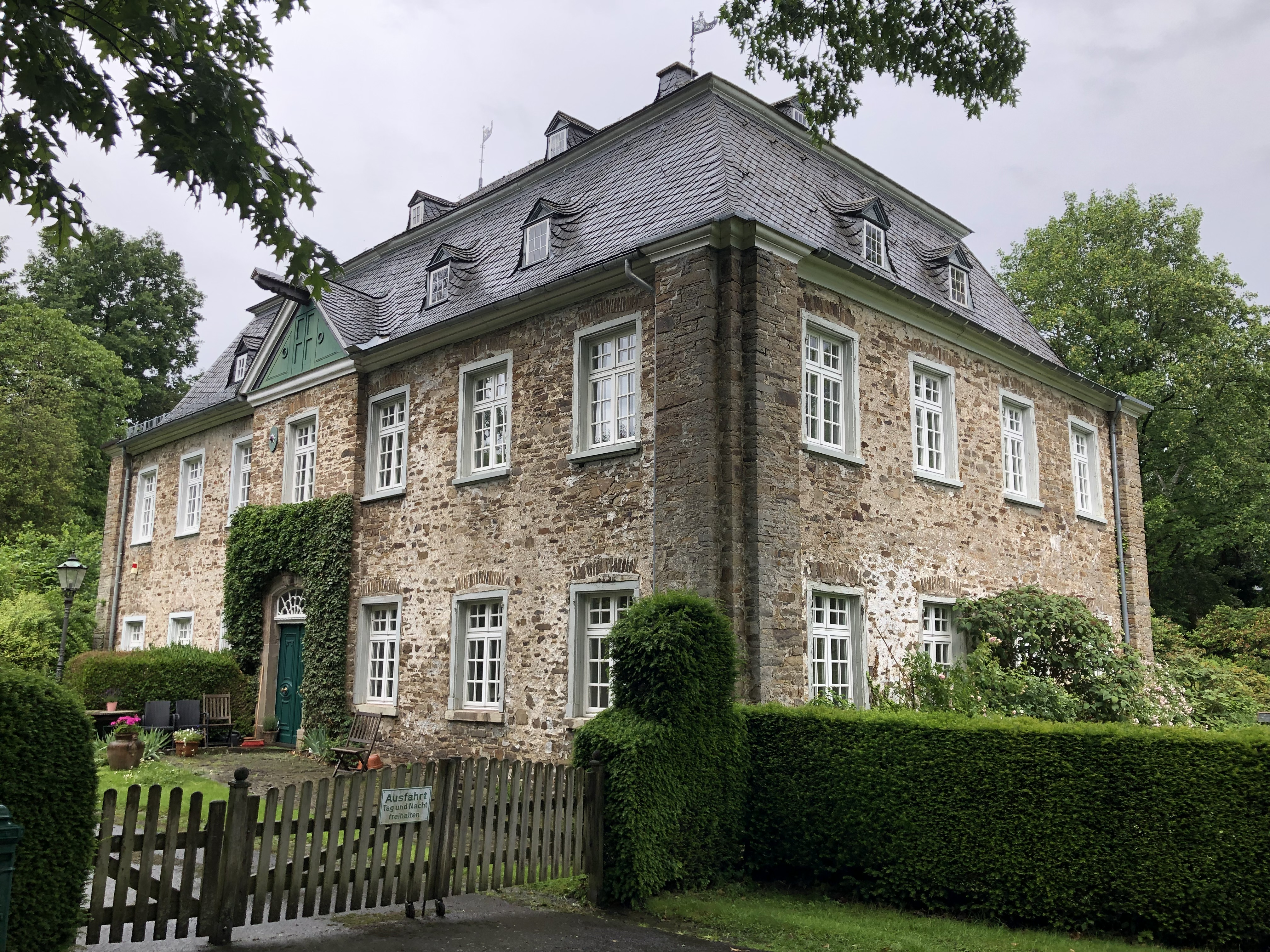
Хаус Лютцингхаузен

## Достопримечательности
В 1733 году Теодор Каспар фон Омфал и его жена Анна фон Мёлленбек построили усадьбу Хаус Лютцингхаузен. На внушительном двухэтажном здании из бутового камня с двухэтажной мансардной крышей выделяются рифлёные угловые пилястры, брачный герб «Омфал-Нойхофф» и два флюгера на крыше с таким же гербом и годом 1733. «Замок» обитаем, но его можно осмотреть только снаружи.

## Общественный транспорт
На северной окраине поселения находится автобусная остановка, откуда можно добраться:
- Маршрутом 317 до Гуммерсбаха или вокзала Рюндерот[нем.] на железнодорожной линии RB25 Кёльн — Энгельскирхен — Оверат — Гуммерсбах — Мариенхайде — Люденшайд.
- Маршрутом 316 до Гуммерсбаха или вокзала Энгельскирхен ж. д. линии RB25.

## Галерея

Виды Лютцингхаузена
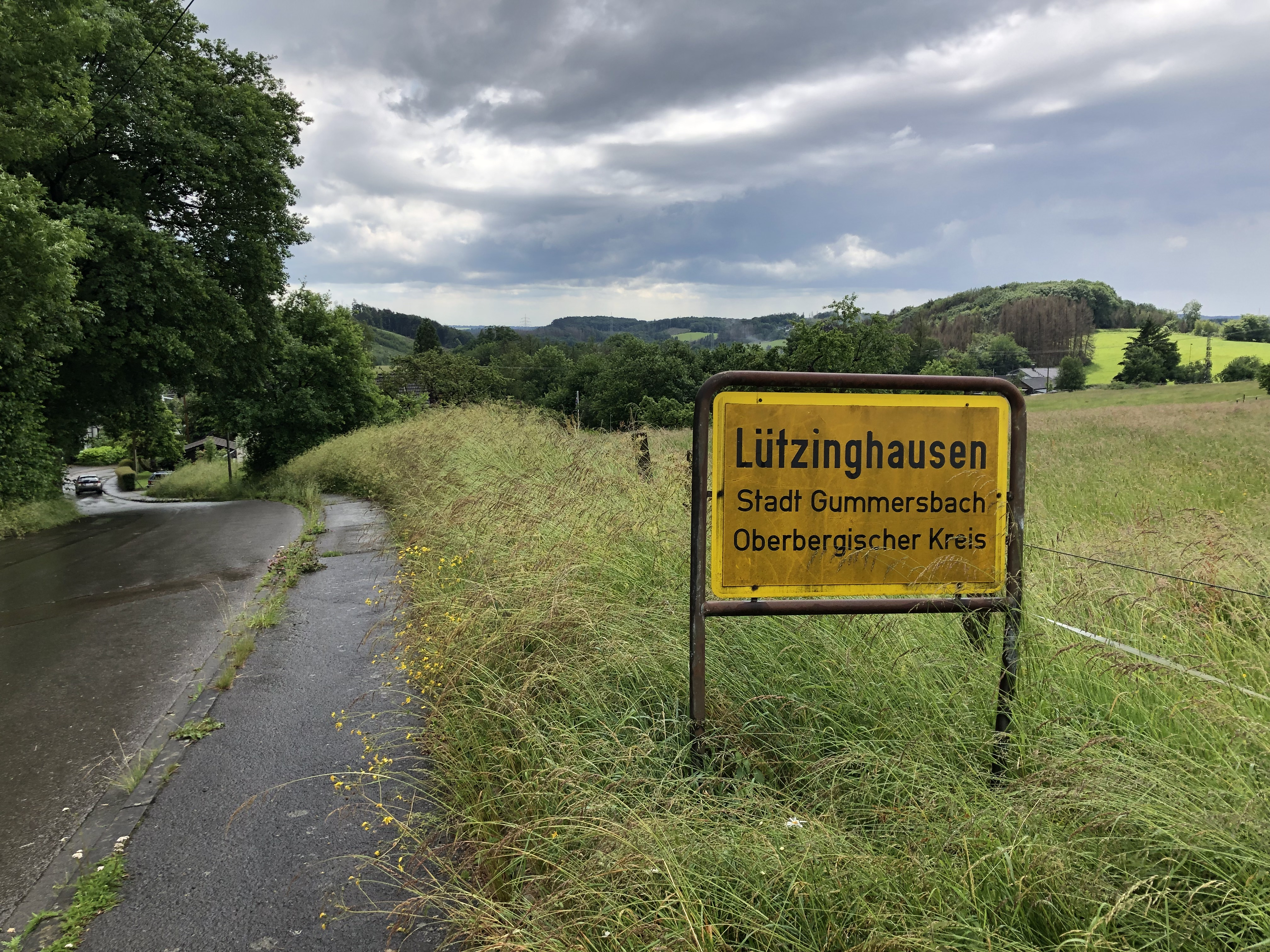
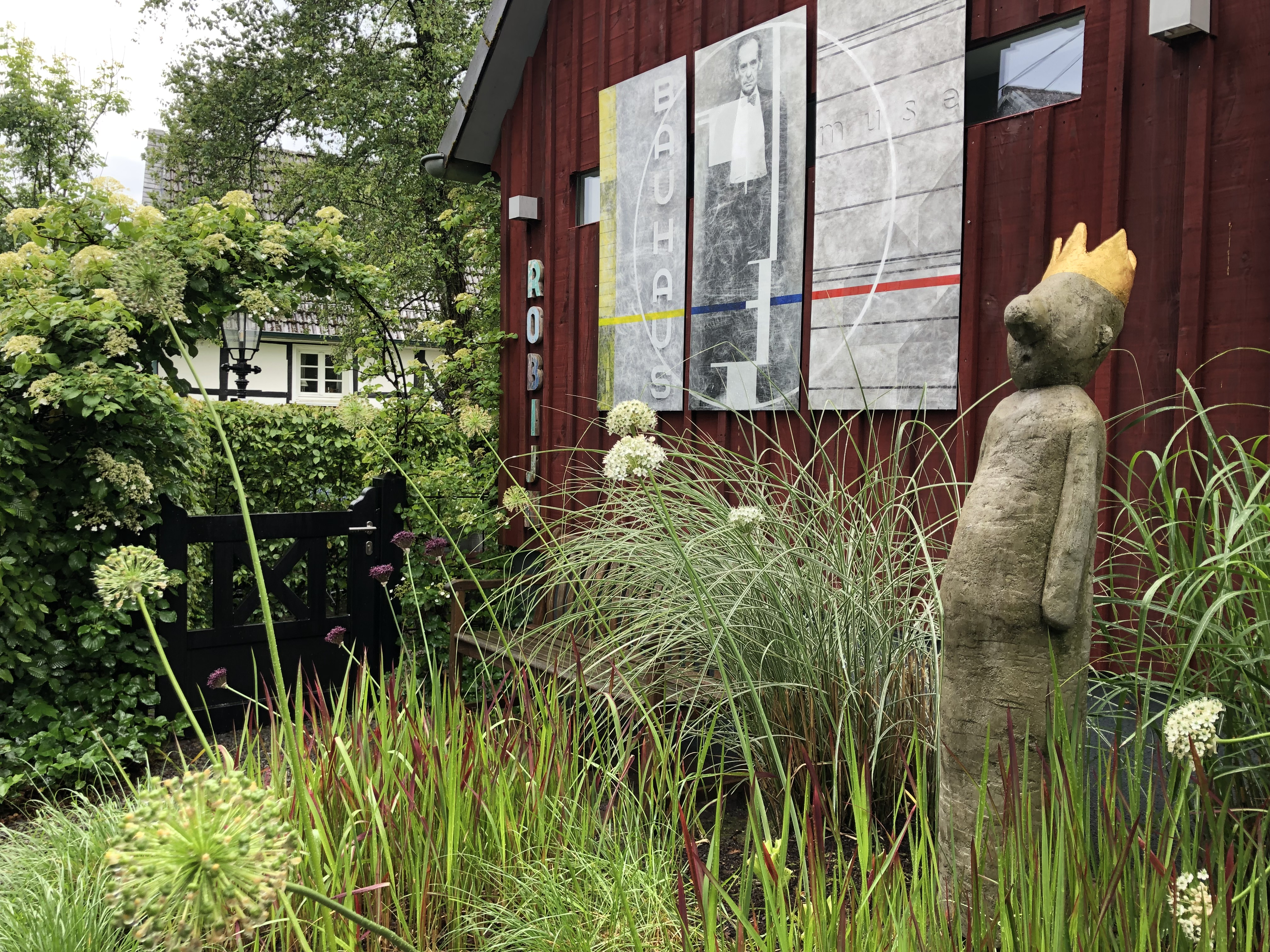
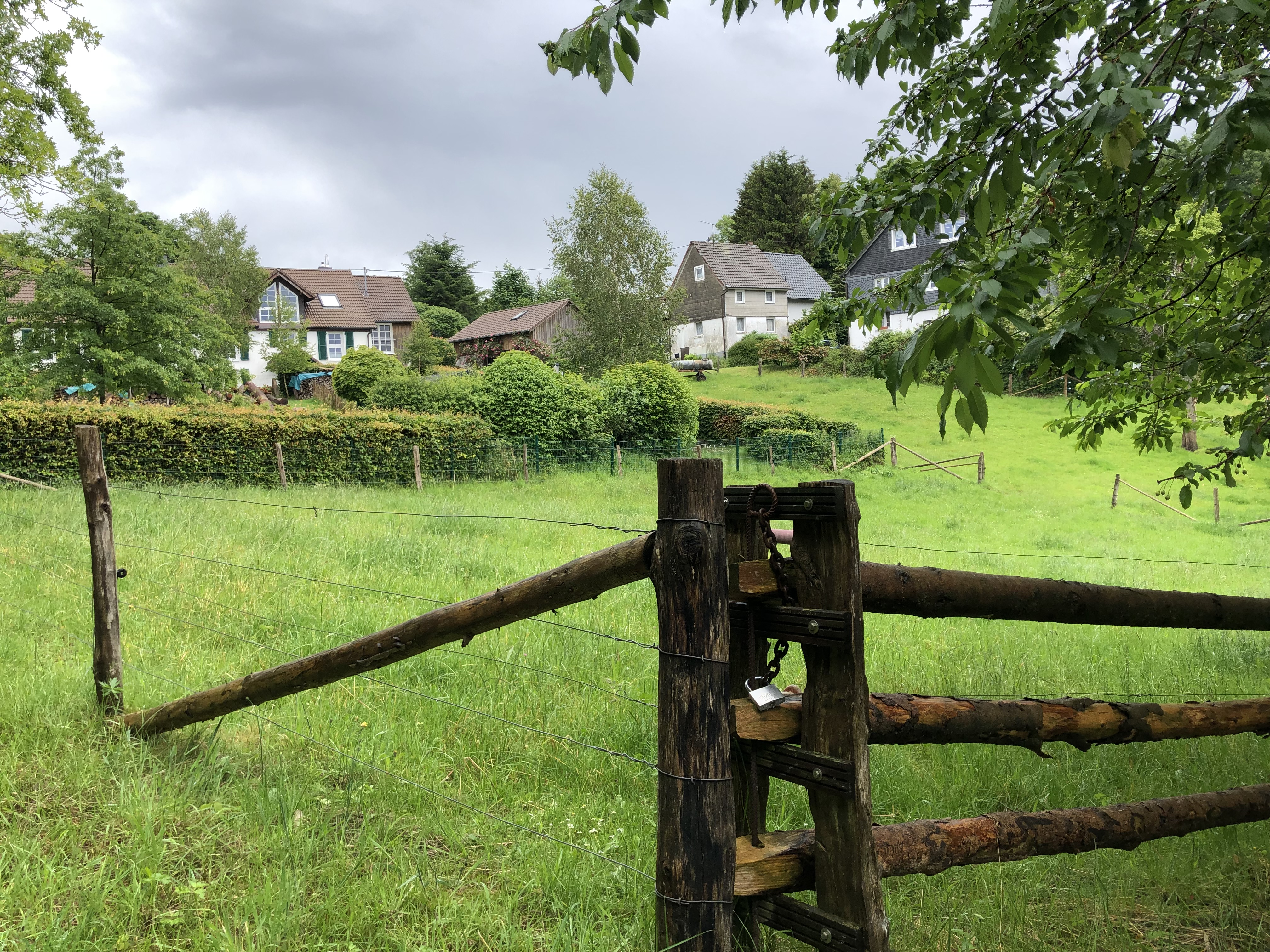
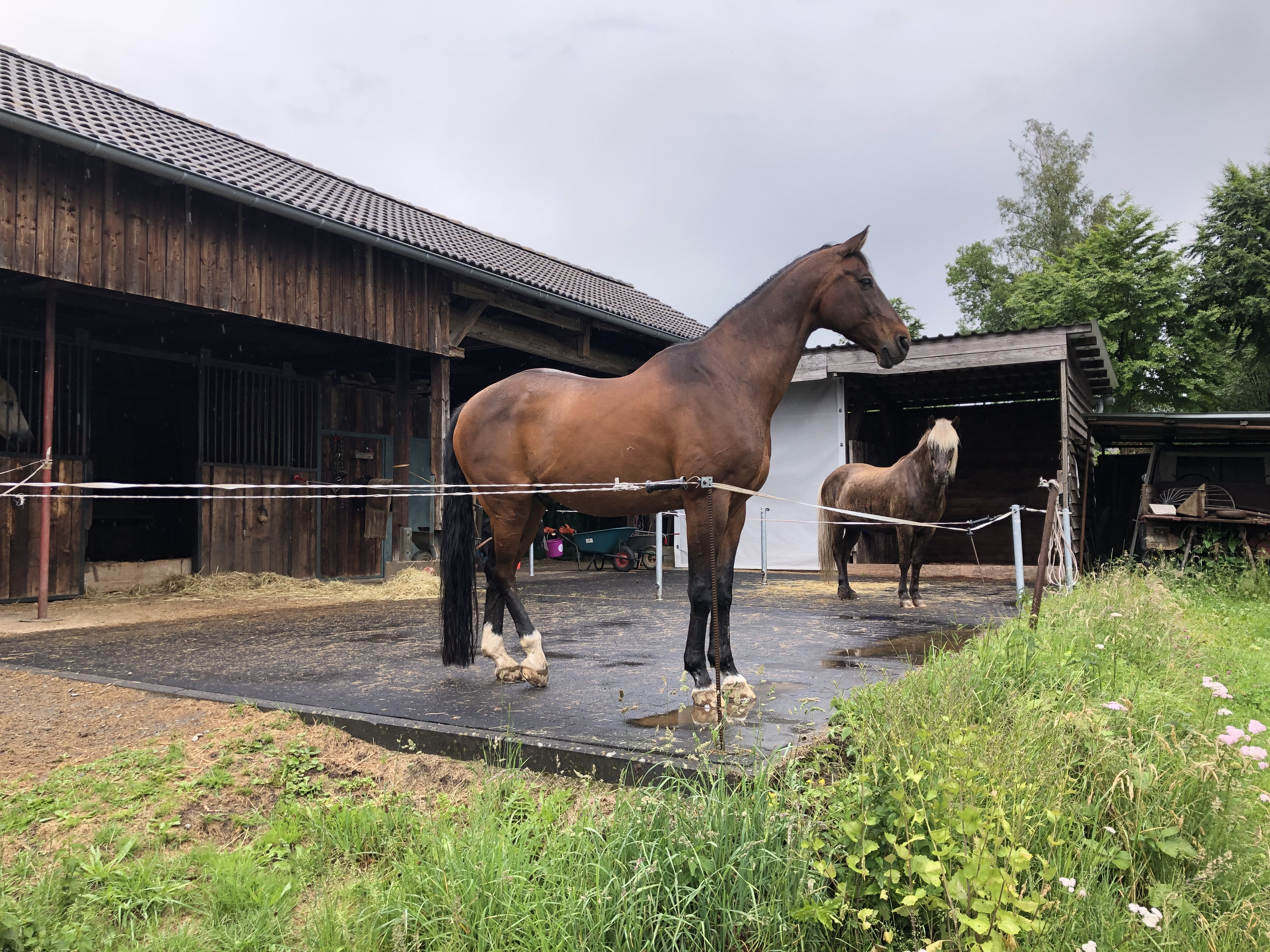
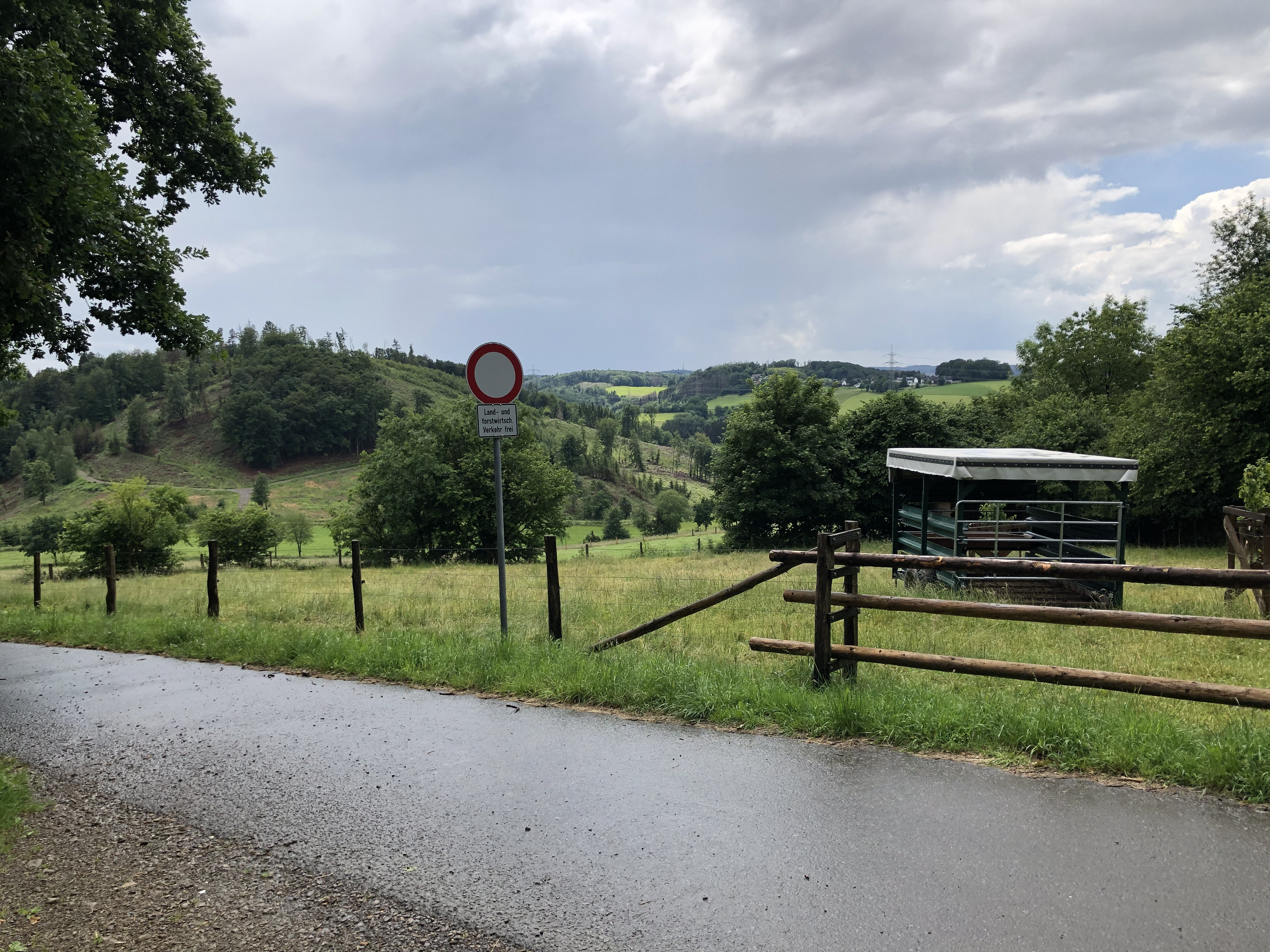
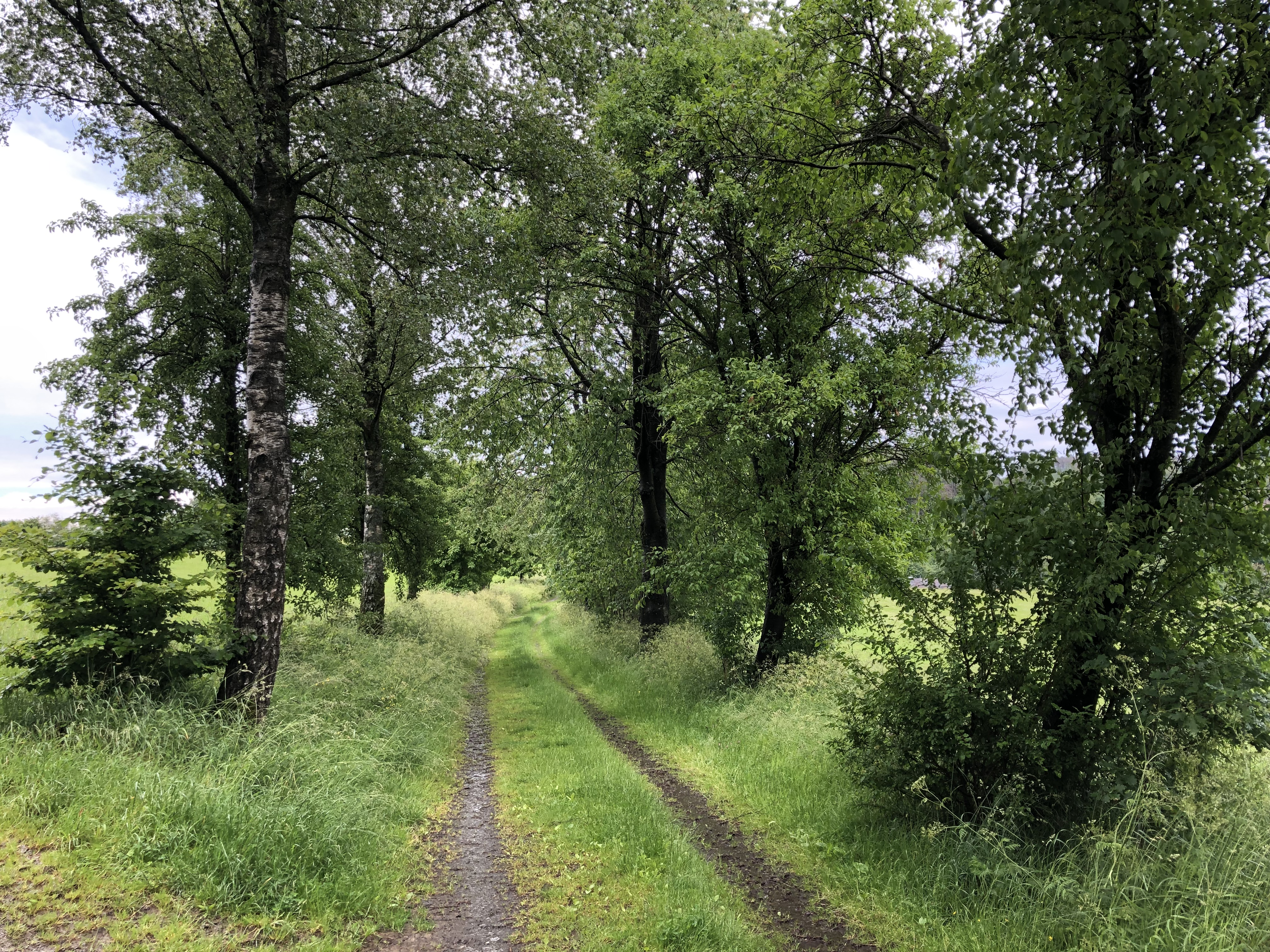
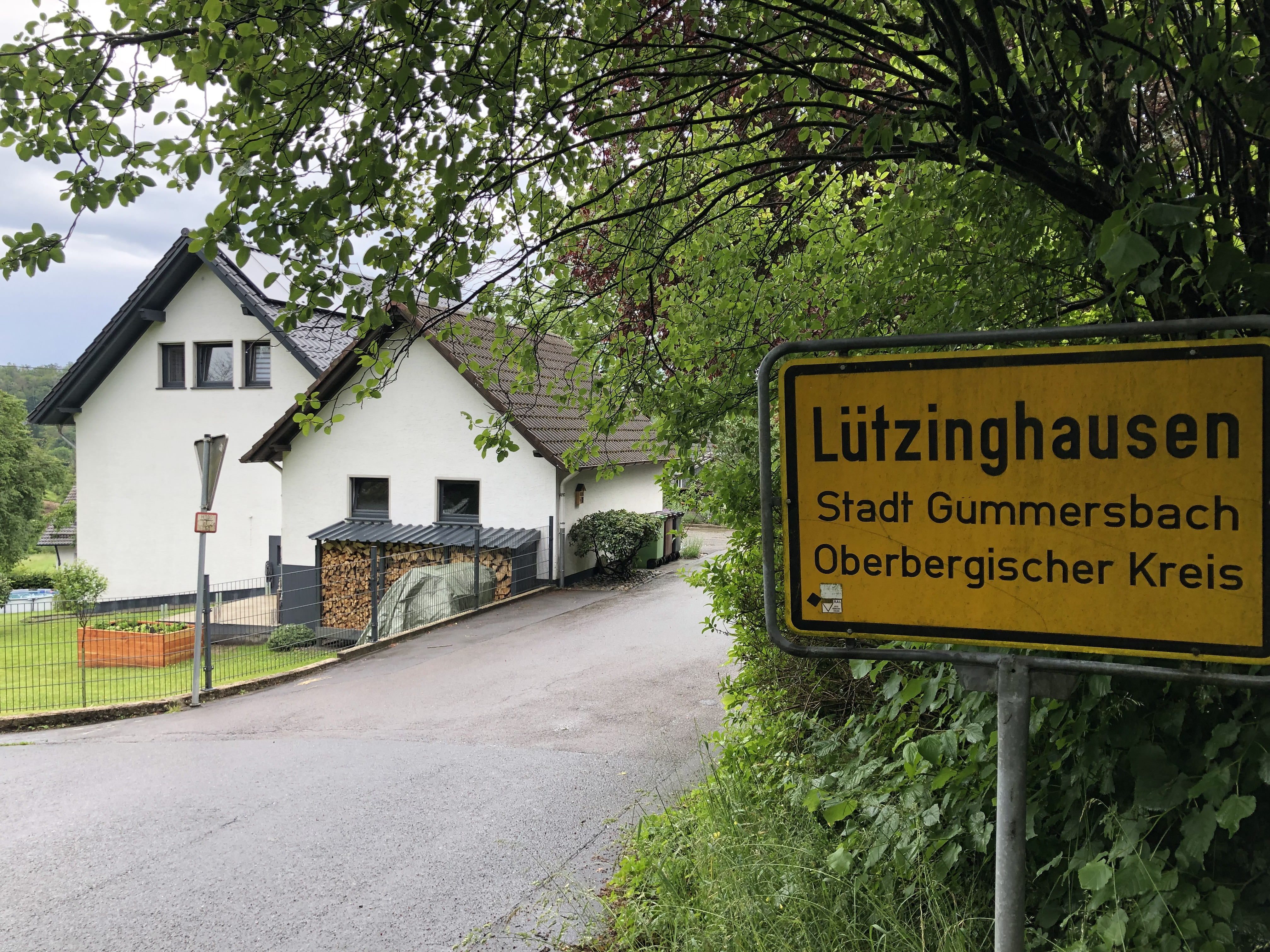